# شورت سيركت
شورت سيركت(بالإنجليزية: Short Circuit)‏وهو فيلم أمريكي كوميدي الخيال العلمي أنتج في عام 1986 , من أخراج جون بادام وتأليف من قبل س.س. ولسن وبرنت ماددوك , أما البطولة فكانت لـآلي شيدي وستيف جوتنبرج وفيشر ستيفنز ومع تيم بلاني الذي اداء صوت الروبوت «جوني خمسة».

## القصة
بعد تطوير الجيش الأمريكي لخمسة روبوتات سرية عالية التسليح، يصاب أحدها بضربة برق يؤدي به لعطب مؤقت وخروجه من القاعدة العسكرية، ثم يبدأ هذا الروبوت بالازدياد ذكاءً ورفض تسليم نفسه وسط استنفار أمني للإستحواذ عليه أو تدميره.

## وصلات خارجية
- شورت سيركت على موقع IMDb (الإنجليزية)
- شورت سيركت على موقع ميتاكريتيك (الإنجليزية)
- شورت سيركت على موقع روتن توميتوز (الإنجليزية)
- شورت سيركت على موقع نتفليكس (الإنجليزية)
- شورت سيركت على موقع ألو سيني (الفرنسية)
- شورت سيركت على موقع Turner Classic Movies (الإنجليزية)
- شورت سيركت على موقع أول موفي (الإنجليزية)
- شورت سيركت على موقع بوكس أوفيس موجو (الإنجليزية)
- شورت سيركت على موقع فيلمافينيتي (الإسبانية)
- شورت سيركت على موقع قاعدة بيانات الأفلام السويدية (السويدية)